# Formica aerata
Formica aerata é uma espécie de formiga do gênero Formica, pertencente à subfamília Formicinae.